# Limonia nussbaumi
Limonia nussbaumi är en tvåvingeart som beskrevs av Jaroslav Stary och Amnon Freidberg 2007. Limonia nussbaumi ingår i släktet Limonia och familjen småharkrankar. Inga underarter finns listade i Catalogue of Life.